# Mr. Saturday Night
Mr. Saturday Night är en amerikansk långfilm (dramakomedi) från 1992 skriven, regisserad och producerad av Billy Crystal. Förutom Crystal i huvudrollen syns också David Paymer, Julie Warner och Helen Hunt i rollerna. Filmen blev Oscars-nominerad för bästa manliga biroll (David Paymer).

## Handling
Mr. Saturday Night beskriver stand-up-artisten Buddy Young Jrs genomslag som TV-stjärna med hjälp av sin manager och bror Stan. När karriären börjar gå mot sitt slut blir Buddys förhållande till sina nära och kära allt mer spänt.

## Rollista

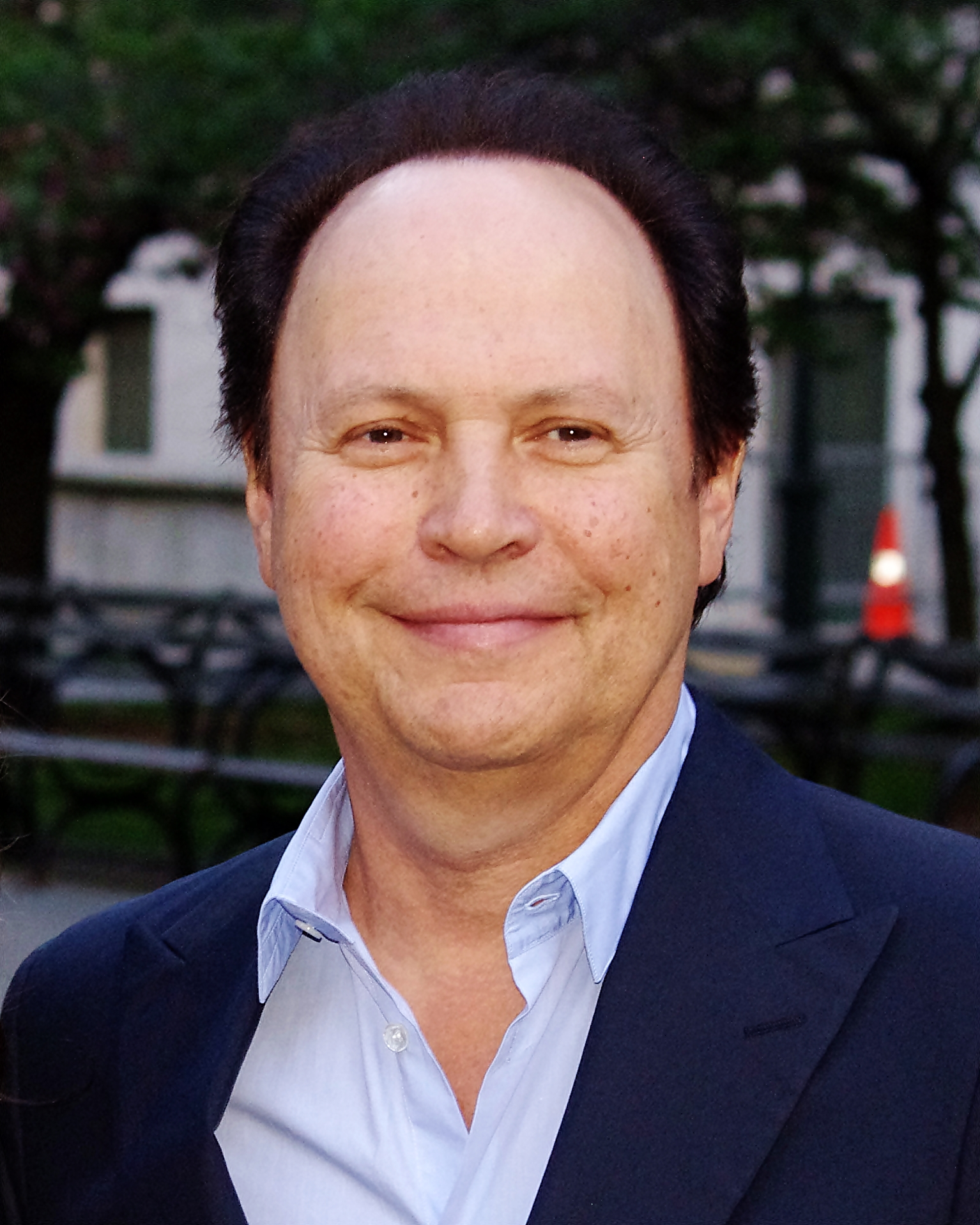
Billy Crystal har skrivit, producerat, regisserta och spelar huvudrollen i Mr. Saturday Night

| Billy Crystal  | – Buddy Young Jr. |
| David Paymer   | – Stan            |
| Julie Warner   | – Elaine          |
| Helen Hunt     | – Annie Wells     |
| Mary Mara      | – Susan           |
| Jerry Orbach   | – Phil Gussman    |
| Ron Silver     | – Larry Meyerson  |
| Sage Allen     | – mamma           |
| Jason Marsden  | – Buddy - 15 år   |
| Michael Weiner | – Stan - 18 år    |
| Adam Goldberg  | – Eugene Gimbel   |
| Richard Kind   | – reporter        |

## Utmärkelser

### Nomineringar
- Oscar: Bästa manliga biroll (David Paymer)